# Ampheres luteus
Ampheres luteus is een hooiwagen uit de familie Gonyleptidae. De wetenschappelijke naam van Ampheres luteus gaat terug op Giltay.